# Kervin García
Kervin René García Sandoval (ur. 7 grudnia 1990 w Livingston) – gwatemalski piłkarz występujący na pozycji środkowego obrońcy, reprezentant Gwatemali, od 2024 roku zawodnik Zacapy.
Profesjonalnym piłkarzem jest również jego brat Nathan García (zawodnik m.in. Chiantli).

## Kariera klubowa
García pochodzi z jednej z dzielnic miasta Livingston, w departamentcie Izabal, o nazwie Sagaren. Jest najmłodszym z piątki rodzeństwa. W młodości pracował jako murarz i rybak, a równolegle do piłki nożnej trenował judo (zdobył tytuł mistrza kraju w swojej kategorii wiekowej). Występował w młodzieżowej reprezentacji Livingston na piłkarskich turniejach międzymiastowych, a także w reprezentacji Izabal w turnieju międzydepartamentalnym. W wieku 17 lat opuścił rodzinną miejscowość i dołączył do szkółki juniorskiej klubu Deportivo Jalapa. Przez kolejne lata występował na poziomie czwartej, trzeciej i drugiej ligi gwatemalskiej. W drugiej lidze grał dla zespołów takich jak Deportivo Quiriguá czy Deportivo Carchá.
W 2016 roku García podpisał umowę z drugoligowym Deportivo Sanarate, z którym w 2017 roku wywalczył awans do najwyższej klasy rozgrywkowej. W gwatemalskiej Liga Nacional zadebiutował 27 sierpnia 2017 w przegranym 0:2 spotkaniu z Antiguą GFC. Po półtora roku został piłkarzem Deportivo Chiantla, w którym występował razem ze swoim starszym bratem Nathanem Garcíą. Premierowego gola w pierwszej lidze strzelił 10 lutego 2019 w zremisowanym 2:2 meczu z Antiguą GFC. Na koniec sezonu spadł z Chiantlą do drugiej ligi, a sam zasilił Deportivo Iztapa.
W lipcu 2020 García przeszedł do klubu Antigua GFC.

## Kariera reprezentacyjna
W seniorskiej reprezentacji Gwatemali García zadebiutował za kadencji selekcjonera Amariniego Villatoro, 15 listopada 2020 w wygranym 2:1 meczu towarzyskim z Hondurasem.